# 伯讷夫尔
伯讷夫尔（法語：Beneuvre，法語發音：[bənœvʁ]）是法国科多尔省的一个市镇，位于该省北部偏东，和上马恩省接壤，属于蒙巴尔区。

## 地理
伯讷夫尔（47°41'31"N, 4°56'34"E）面积15.4 平方千米，位于法国勃艮第-弗朗什-孔泰大區科多尔省，该省份为法国中东部省份，北起奥布省，西接涅夫勒省和约讷省，南至索恩-卢瓦尔省，东南接汝拉省，东临上索恩省，东北部与上马恩省接壤。
与伯讷夫尔接壤的市镇（或旧市镇、城区）包括：比尔莱唐普利耶、弗赖尼奥和韦夫罗特、比西耶尔、格朗塞堡-讷韦勒、米诺、潘松莱格朗塞。

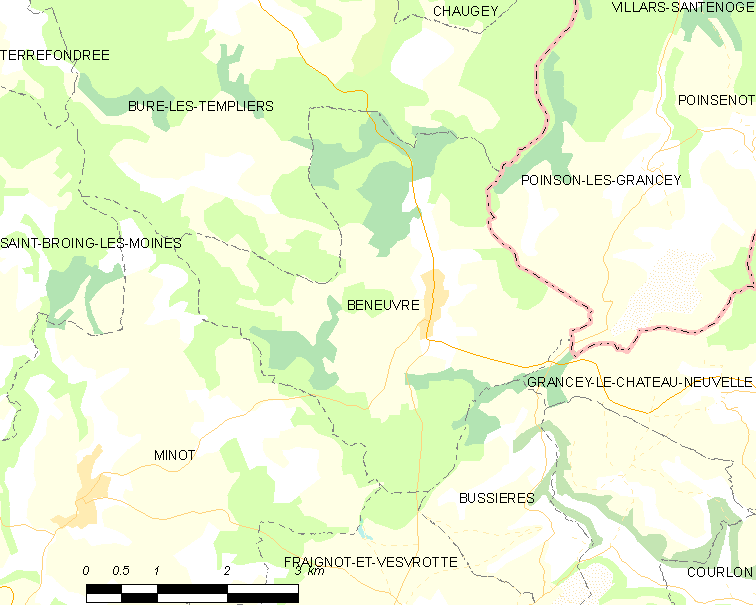
伯讷夫尔的OSM定位图

伯讷夫尔的时区为UTC+01:00、UTC+02:00（夏令时）。

## 行政
伯讷夫尔的邮政编码为21290，INSEE市镇编码为21063。

## 政治
伯讷夫尔所属的省级选区为塞纳河畔沙蒂永县。

## 人口

1962-2008年间伯讷夫尔人口变化图示

伯讷夫尔于2022年1月1日时的人口数量为92人。

## 交通
科多尔省省道D112线和D959线在此交汇。